# Cherry Hills Village
Cherry Hills Village est une ville américaine située dans le comté d'Arapahoe dans le Colorado.
Selon le recensement de 2010, Cherry Hills Village compte 5 987 habitants. La municipalité s'étend sur 6,28 milles carrés (16,27 km2).
La ville doit son nom aux vergers de cerises qui couvraient autrefois la région. « Cherry Hills Village » signifie en effet « village des collines de cerises ».

## Démographie
| 1950 | 1960  | 1970  | 1980  | 1990  | 2000  |
| ---- | ----- | ----- | ----- | ----- | ----- |
| 750  | 1 931 | 4 605 | 5 127 | 5 245 | 5 958 |

| 2010  | - | - | - | - | - |
| ----- | - | - | - | - | - |
| 5 987 | - | - | - | - | - |